# Aʿzāz
Aʿzāz, alternative Schreibweisen Azas oder Asas (arabisch أعزاز, DMG Aʿzāz), ist eine syrische Stadt. Sie befindet sich im Gouvernement Aleppo und hat etwa 70.000 Einwohner.

## Lage
Azaz liegt etwa 50 Kilometer nördlich der Stadt Aleppo und sieben Kilometer südlich der türkischen Grenze und dem Grenzübergang Bab al-Salameh.

## Geschichte
Bei Azaz fand am 11. Juni 1125 die Schlacht von Azaz zwischen den Kreuzfahrerstaaten und den Seldschuken statt. Sie endete mit einem Sieg der Kreuzfahrer und erlaubte ihnen, viel von dem Einfluss wiederherzustellen, den sie nach ihrer vernichtenden Niederlage in der Schlacht auf dem Ager Sanguinis verloren hatten.
1981 wurden 16.557 Einwohner gezählt und im September 2004 lebten 31.623 Einwohner in der Stadt.

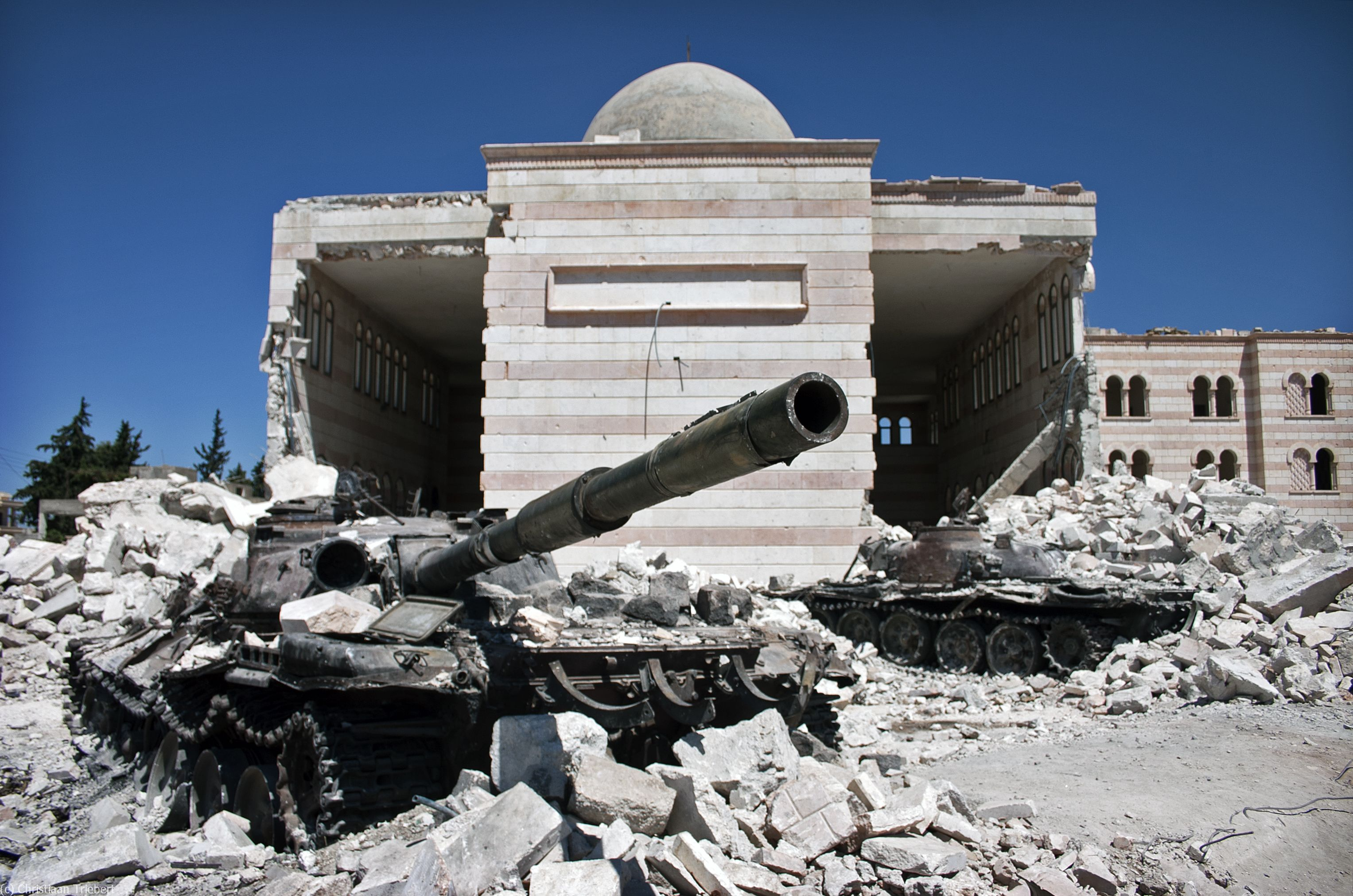
Zerstörte Kampfpanzer in Aʿzāz im Juli 2012

Im Zuge des Bürgerkriegs eroberten am 20. Juli 2012 Kämpfer der Freien Syrischen Armee (FSA) die Stadt. Bei den vorausgegangenen Kämpfen wurde die wichtigste Moschee der Stadt zerstört. Sie befand sich wegen ihrer Lage auf einer Anhöhe an einer strategisch wertvollen Position. Am 18. September 2013 eroberte die damals noch der al-Qaida zugehörige Organisation Islamischer Staat im Irak und der Levante (ISIS) die Stadt von der Rebellen-Brigade „Nördlicher Sturm“ (Liwa Asifat al-Schamal).
Am 3. Oktober 2013 wurde ISIS von den islamistischen Rebellen-Gruppen Ahrar al-Scham, Liwa al-Tauhid, Dschaisch al-Islam, Squr al-Scham, Liwa al-Furqān und Liwa al-Ḥaǧǧ in einer öffentlichen Stellungnahme aufgefordert, sich aus Azaz zurückzuziehen, die Kämpfe mit der rivalisierenden Gruppe „Nördlicher Sturm“ zu beenden und sich in Aleppo mit ihren Rivalen einem islamischen Gericht zu stellen.
Im Februar 2016 rückte Aʿzāz erneut in den Fokus des Bürgerkrieges. Nachdem Volksverteidigungseinheiten der Kurden den Militärflugplatz Menagh südlich des Ortes am 11. Februar von einer Rebellengruppe eingenommen hatten, konzentrierten sie sich auch auf den Rebellenstützpunkt in Aʿzāz, was wiederum türkische Stellen zum Anlass nahmen, die vorrückenden Kurden aus der Türkei heraus, von Positionen nördlich der Stadt aus, mit Artillerie zu beschießen. Am 15. Februar sollen, nach Angaben von Einwohnern, russische Luftangriffe in Aʿzāz ein Krankenhaus und eine Schule getroffen haben.
Am 16. Februar 2016 erlaubten die türkischen Behörden etwa 800 vorgeblichen Kämpfern der syrischen Opposition, bei denen es sich aber nach Erkenntnis der Syrischen Beobachtungsstelle für Menschenrechte sowohl um sogenannte „moderate syrische Rebellen“ als auch um Anhänger Radikalerer Gruppierungen handelt die Grenze zu überqueren. Bei Anschließenden Gefechten zwischen den Rebellen und dem terroristischen Islamischen Staat, erlangte der IS die Kontrolle über die Stadt.
Am 23. August 2016 marschierten türkische Truppen im Rahmen ihrer Operation Schutzschild Euphrat in die Stadt ein und verdrängten den IS. Seitdem steht die Stadt unter Kontrolle der Freien Syrischen Armee.
Am 17. November 2016 explodierte eine Autobombe des IS vor einem Waffenlager, dabei gab es zehn Tote und zwei Dutzend Verletzte.
Bei einem Autobombenanschlag durch den IS starben am 7. Januar 2017 43 Menschen, mehr als 50 wurden verletzt.
Am 23. Juli 2018 zündete ein Selbstmordattentäter vor einem Regierungsgebäude eine Autobombe. Ein Toter (und der Attentäter) sowie 23 Verletzte waren die Folge.
Am 2. Juni 2019 explodierte in der Nähe eines Marktes und einer Moschee eine Autobombe, 21 Personen starben und 45 wurden verletzt.